# The Great Ruby Mystery
The Great Ruby Mystery è un cortometraggio muto del 1915 scritto e diretto da Otis Turner. Prodotto e distribuito dalla Universal Film Manufacturing Company, aveva come interpreti Herbert Rawlinson, Ann Little, William Worthington, Laura Oakley, Harry Schumm, William A. Seiter, Beatrice Van.

## Produzione
Il film fu prodotto dall'Universal Film Manufacturing Company.

## Distribuzione
Distribuito dalla Universal Film Manufacturing Company, il film - un cortometraggio in due bobine - uscì nelle sale statunitensi il 3 agosto 1915.